# مثنان آسي الأوراق
مثنان آسي الأوراق (الاسم العلمي:Thymelaea myrtifolia) هي نوع من النباتات يتبع جنس المثنان من الفصيلة المثنانية.